# Raymond Ndong Sima

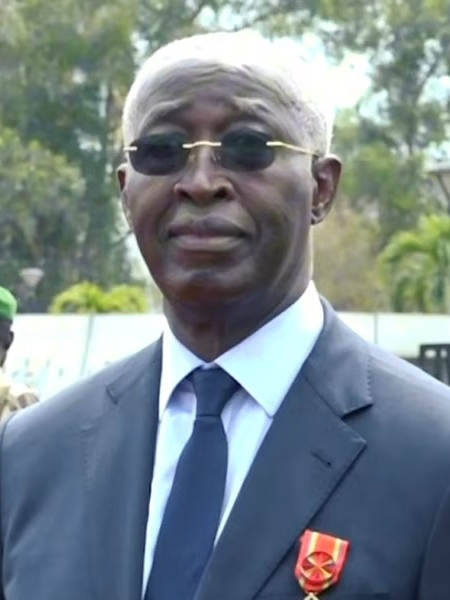
Raymond Ndong Sima, 2024

Raymond Ndong Sima (* 23. Januar 1955 in Oyem, Französisch-Äquatorialafrika) ist ein Politiker aus Gabun. Er wurde am 7. September 2023 per Dekret zum Ministerpräsidenten der Übergangsregierung nach dem Militärputsch in Gabun ernannt.

## Leben
Ndong Sima studierte in Frankreich. Er wurde in das Kabinett als Minister für Städtebau und Wirtschaft im Jahr 1986 berufen, wo ihm die Verantwortung für strukturelle Anpassung und die Beziehungen zum Internationalen Währungsfonds und der Weltbank zugewiesen wurde. Im Jahr 1992 wurde er zum Generaldirektor für Wirtschaft ernannt, blieb er auf diesem Posten, bei gleichzeitiger Beibehaltung der Verantwortung für die strukturelle Anpassung bis 1994. Anschließend arbeitete er als Generaldirektor der Hévégab, einer staatlichen Naturkautschukfirma, von 1994 bis 1998.
Er wurde am 17. Oktober 2009 zum Minister für Landwirtschaft, Viehzucht und ländliche Entwicklung ernannt. Bei der Parlamentswahl im Dezember 2011, bei der die regierende Parti Démocratique Gabonais (PDG) eine überwältigende Mehrheit der Sitze gewann, wurde er in die Nationalversammlung als Kandidat für Kyé in der Provinz Woleu-Ntem gewählt.
Premierminister Paul Mba Biyoghe trat am 13. Februar 2012 zurück. Präsident Ali Bongo ernannte ihn am 27. Februar 2012 zum Premierminister. Seine Ernennung galt als bemerkenswert, da das Amt des Premierministers traditionell mit einem ethnischen Fang aus der Provinz Estuaire besetzt wurde, während er aus der Provinz Woleu-Ntem stammt, obwohl er auch ein Fang ist. Vor seiner Ernennung galt er nicht als eine besonders wichtige Figur auf der politischen Bühne. Am 24. Januar 2014 ernannte Präsident Bongo den bisherigen Vizepräsidenten der Nationalversammlung Daniel Ona Ondo zum neuen Regierungschef.
Er wurde am 7. September 2023 per Dekret zum Ministerpräsidenten der Übergangsregierung nach dem Militärputsch in Gabun ernannt.